# Ciriaco de Vicente
Ciriaco de Vicente Martín (/θiˈɾjako ðe βiˈθɛ̃n̪te maɾˈtĩn/) est un homme politique espagnol membre du Parti socialiste ouvrier espagnol (PSOE), né le 14 octobre 1936 à Martiago.

## Biographie
Ciriaco de Vincente Martín naît le 14 octobre 1936 à Martiago, dans la province de Salamanque. Il est titulaire d'une licence en droit et sciences économiques, et appartient au corps des inspecteurs du Travail et de la Sécurité sociale.
Il est élu député de la circonscription de Murcie en 1977, puis de Salamanque à partir de 1982. Il est premier secrétaire du bureau du Congrès des députés entre 1982 et 1986. Il appartient à la commission exécutive fédérale du PSOE de 1979 à 1984, comme secrétaire à la Politique sectorielle puis à l'Action sociale.
Il démissionne de son siège en 1990, après avoir été élu conseiller du Tribunal des comptes par le Congrès. Il y siège jusqu'au renouvellement de 2012.